# Principe totalitaire
Ne doit pas être confondu avec totalitarisme.
En mécanique quantique, le principe totalitaire de Gell-Mann s'énonce ainsi : « Tout ce qui n'est pas interdit est obligatoire ». Il a été formulé en 1956 par le physicien Murray Gell-Mann afin de décrire l'état de la physique des particules à l'époque où il formulait la voie octuple.
L'affirmation fait référence à un aspect surprenant de l'interaction entre les particules : toute interaction qui n'est pas interdite n'est pas seulement permise, mais possède une certaine probabilité de se produire.  
Selon la théorie d'Everett, le principe a une signification plus littérale : toute interaction qui n'est pas interdite se produira, à un endroit ou à un autre de la fonction d'onde.

## Origine de l'expression
Un des plus anciens principes du droit anglais affirme « Tout ce qui n'est pas interdit est permis (en) » (Everything which is not forbidden is allowed). Cela signifie que dans un pays relativement libre, la loi précise tout ce qui est interdit, et pour tout ce qui n'est pas mentionné, les individus sont libres de le faire ou pas.
Le principe totalitaire est énoncé dans l’œuvre The Once and Future King (en) de T.H. White, pour montrer ce qu'est une inversion totale de la liberté : la loi ne définit plus que des comportements interdits ou obligatoires, mais en aucun cas ne laisse les individus libres de choisir.

## Utilisation pour le tachyon
Le principe totalitaire a été repris par Olexa-Myron Bilaniuk et George Sudarshan pour justifier leurs recherches approfondies concernant le tachyon.
En effet, les équations de la relativité restreinte permettent formellement aux particules de se déplacer, soit moins vite que la lumière, soit exactement à cette vitesse, soit plus vite que la lumière, mais jamais de passer d'une catégorie à l'autre. L'application du principe totalitaire amène à supposer que les particules plus rapides existent, alors que jusque-là seules les deux autres catégories ont été observées.